# Im Treibhaus
Im Treibhaus är en opera av kompositören Staffan Storm och författaren Ebba Witt-Brattström. 

## Handling
Operan handlar om kärleksförhållandet mellan kompositören Richard Wagner och Mathilde Wesendonck, som var hustru till silkeshandlaren Otto Wesendonck, som var en stor Wagnerbeundrare.

## Urpremiär
Operan har premiär den 23 juli 2021 på Vattnäs konsertlada i Mora